# Chusovoy
Chusovoy (tiếng Nga: Чусовой) là một thành phố Nga. Thành phố này thuộc chủ thể Perm Krai, 140 kilômét (87 mi) về phía đông Perm, tại nơi hợp lưu của sông Usva và sông Vilva với sông Chusovaya. Thành phố có dân số người (theo điều tra dân số năm 2002). Đây là thành phố lớn thứ 318 của Nga theo dân số năm 2002. Dân số qua các thời kỳ: 46,740 (Điều tra dân số 2010); 51,615 (Điều tra dân số 2002); 57,874 (Điều tra dân số năm 1989).